# Agenzia Nazionale Stampa Associata
Pour les articles homonymes, voir ANSA.
L'Agenzia Nazionale Stampa Associata, plus connue sous le sigle ANSA, est la principale agence de presse italienne et la cinquième dans le monde, fondée à Rome en 1945 pour succéder à l'agence Stefani.
Elle possède 22 sièges en Italie et 81 bureaux dans 78 pays.

## Présidents
Le président actuel est Luigi Contu, nommé le 10 juin 2009.
Les anciens présidents sont les suivants :
- Edgardo Longoni (1945-1947)
- Leonardo Azzarita (1947-1952)
- Angelo Magliano (1952-1958)
- Vittorino Arcangeli (1958-1961)
- Sergio Lepri (1961-1990)
- Bruno Caselli (1990-1997)
- Giulio Anselmi (1997-1999)
- Pierluigi Magnaschi (1999-2006)
- Giampiero Gramaglia (2006 - 2009)

## Membres
Liste des journaux dont les éditeurs sont membres de l'ANSA.
| - L'Adige - Alto Adige - L'Arena - Avvenire - Bresciaoggi - Il Centro - Corriere della Sera - Corriere dello Sport - Il Corriere Mercantile - L'Eco di Bergamo - La Gazzetta del Mezzogiorno - Gazzetta del Sud - La Gazzetta dello Sport - Gazzetta di Mantova - Nuova Gazzetta di Modena - La Nuova Ferrara | - Gazzetta di Parma - Gazzetta di Reggio - Il Gazzettino - Il Giornale - Giornale di Brescia - Giornale di Sicilia - Il Giornale di Vicenza - Il Giorno - Libertà - Il Mattino - Il Mattino di Padova - Il Messaggero - Messaggero Veneto - La Nazione - Il Piccolo - La Prealpina | - La Provincia - La Provincia (di Cremona) - La Provincia Pavese - Il Resto del Carlino - La Sicilia - Il Secolo XIX - Il Sole 24 Ore - La Stampa - Il Tempo - Il Tirreno - La Tribuna di Treviso - La Repubblica - La Nuova Sardegna - L'Unione Sarda - L'Unità - La Nuova Venezia |